# Al Trost
Pour les articles homonymes, voir Trost.
Alan Philip Trost (né le 7 février 1949 à Saint-Louis dans le Missouri) est un joueur américain de soccer reconverti comme entraîneur. Il remporta en 1969 et en 1970 le Trophée Hermann. Il participa aux Jeux olympiques 1972 et a été international américain à quatorze reprises, inscrivant un but. Il est membre du National Soccer Hall of Fame.